# Làser de titani-safir
El làser de titani-safir, làser Ti:safir o més específicament làser de safir dopat amb titani, és un tipus de làser d'estat sòlid que emet llum en l'infraroig proper, en una banda de freqüències sintonitzable entre 650 i 1.100 nm. Són especialment utilitzats en treballs científics gràcies a la seva capacitat d'emetre en moltes freqüències diferents i de generar polsos molt curts.
En aquest tipus de làsers el medi actiu és un cristall de safir (un òxid d'alumini, Al₂O₃) dopat amb ions de titani. Els làsers de Ti:safir s'acostumen a bombejar amb la llum d'un altre làser a una longitud d'ona de 514 a 532 nm, tasca per a la qual s'utilitzen làsers d'argó (514,5 nm) i làsers Nd:YAG, Nd:YLF i Nd:YVO amb duplicació de freqüència (527-532 nm). Els làsers de Ti:safir emeten amb la màxima eficiència a una longitud d'ona de 800 nm.